# Taphrina viridis
Taphrina viridis (лат.) — вид грибов рода тафрина (Taphrina) отдела аскомицеты (Ascomycota), паразит душекии (Duschekia), вызывает пятнистость листьев.

## Описание
Пятна на листьях размерами до 1 см, округлые или неправильной формы, светло-зелёные или желтоватые.
Мицелий межклеточный.
Сумчатый слой («гимений») сероватый, развивается на нижней стороне листьев.
Аски восьмиспоровые, размерами 20—30×7—15 мкм, короткоцилиндрические или булавовидные с округлой верхушкой. Базальные клетки (см. в статье Тафрина) 8—18×7—13 мкм, округлые, широкие.
Аскоспоры эллипсоидальные или шаровидные, 4,5—5×4—4,5 мкм, часто почкуются в асках.

## Распространение и хозяева
Поражает Duschekia alnobetula.
Taphrina viridis встречается в Европе, известна во Франции, в Германии, Австрии, Италии, Словакии и Норвегии.

## Близкие виды
- Taphrina sadebeckii вызывает сходные симптомы у ольхи чёрной, отличается бо́льшими размерами асков.